# 布莱斯·德贾恩-琼斯
布莱斯·德贾恩-琼斯（英語：Bryce Alexander Dejean-Jones，1992年8月21日—2016年5月28日），美国职业篮球运动员，效力于NBA联赛的新奥尔良鹈鹕队。
贾恩-琼斯落选2015年NBA选秀，后仍加盟新奥尔良鹈鹕队，并于2016年2月正式签约，但不幸于5月28日在一次意外中遭枪击身亡。

## NBA職涯數據

### 常規賽季
| 賽季    | 球隊           | GP | GS | MPG  | FG%  | 3P%  | FT%  | RPG | APG | SPG | BPG | PPG |
| ------- | -------------- | -- | -- | ---- | ---- | ---- | ---- | --- | --- | --- | --- | --- |
| 2015–16 | 新奥尔良鹈鹕队 | 14 | 11 | 19.9 | .406 | .375 | .524 | 3.4 | 1.1 | .7  | .1  | 5.6 |
| 生崖    |                | 14 | 11 | 19.9 | .406 | .375 | .524 | 3.4 | 1.1 | .7  | .1  | 5.6 |

## 外部連結
- 布莱斯·德贾恩-琼斯在NBA官網（英语）
- 布莱斯·德贾恩-琼斯在NBA G聯盟官網（英语）
- 布莱斯·德贾恩-琼斯在Basketball-Reference.com（NBA）（英语）
- 布莱斯·德贾恩-琼斯在Basketball-Reference.com（NBA G聯盟）（英语）
- 布莱斯·德贾恩-琼斯在Sports-Reference.com（NCAA）（英语）
- 布莱斯·德贾恩-琼斯在ESPN（NBA）（英语）
- 布莱斯·德贾恩-琼斯在Eurobasket.com（球員）（英语）
- 布莱斯·德贾恩-琼斯在Proballers（英语）
- 布莱斯·德贾恩-琼斯在RealGM（英语）
- Iowa State bio （页面存档备份，存于）
- UNLV bio